# Memantis gardneri
Memantis gardneri är en bönsyrseart som beskrevs av Werner 1935. Memantis gardneri ingår i släktet Memantis och familjen Mantidae. Inga underarter finns listade i Catalogue of Life.